# Julián Salcedo
Julián Salcedo fou un organista basc, originari del poble de Samaniego. El 1818 es escollit per majoria de vots organista de la parroquia de San Juan Bautista d'Agurain. Va ser substituït el 29 d'octubre de 1826 com organista de la parroquia degut a la seva mentalitat liberal la qual mostraba en el seu repertori. El clerge es va queixar que tocava «canciones constitucionales en la misa del pueblo». Van nomenar el jove Sebastián Iradier com successor.
Va ser mestre de capella a Santa Maria del Coro a Donostia de 1828 a 1834. Va morir a l'inici de febrer de 1834. Una part de les seves composicions es troben a l'Arxiu Diocesà de la mateixa ciutat.